# Ferndorf (Kärnten)
Ferndorf ist eine Gemeinde mit 2024 Einwohnern (Stand 1. Jänner 2024) im Bezirk Villach-Land in Österreich, im Bundesland Kärnten.

## Geographie

### Geographische Lage
Der Ort Ferndorf liegt im Unteren Drautal zwischen Spittal an der Drau und Villach. Die Gemeindegrenze im Südwesten bildet die Drau in einer Höhe von knapp über 500 Meter über dem Meer. Nach Nordosten steigt das Land zu einem bewaldeten Höhenrücken an, der das Drautal vom Millstätter See trennt. In der anschließenden Senke fließt der Gschrietbach, der in den östlichsten Teil des Millstätter Sees mündet. Danach steigt das Gemeindegebiet weiter zu den Nockbergen an. Der höchste Berg ist das Bodeneck mit 2006 Meter Seehöhe.
Die Gemeinde hat eine Fläche von 31,36 Quadratkilometer. Davon sind 22 Prozent landwirtschaftliche Nutzfläche, 58 Prozent Wald, 4 Prozent Almen und 9 Prozent entfallen auf den Millstätter See.

### Gliederung
Die Gemeinde ist in die Katastralgemeinden Gschriet und Ferndorf gegliedert. Das Gemeindegebiet besteht aus zwölf Ortschaften (in Klammern Einwohnerzahl Stand 1. Jänner 2024):
- Beinten (187)
- Döbriach (14)
- Ferndorf (602)
- Glanz (101)
- Gschriet (116)
- Insberg (135)
- Lang (31)
- Politzen (142)
- Rudersdorf (109)
- St. Jakob (118)
- St. Paul (66)
- Sonnwiesen (403)

### Nachbargemeinden
| Millstatt (SP)           |                                             | Radenthein (SP) |
| Spittal an der Drau (SP) | Kompassrose, die auf Nachbargemeinden zeigt | Feld am See     |
| Stockenboi               | Paternion                                   | Fresach         |

## Geschichte
Die erste urkundliche Erwähnung als Vedendorf stammt aus dem Jahr 1391.
Die Gemeinde Ferndorf konstituierte sich erstmals 1850, wurde aber schon 1865 an die Marktgemeinde Paternion angeschlossen und erst 1906 wieder neu gebildet. 1955, 1964 (KG Gschriet der aufgelösten Gemeinde Mooswald) und 1973 (Teile der aufgelösten Gemeinde Molzbichl) wuchs das Gemeindegebiet durch Gebietsabtretungen und die Auflösung von Nachbargemeinden flächenmäßig an.
Wirtschaftlich an Bedeutung gewann die seit jeher von der Landwirtschaft geprägte Gemeinde durch das Heraklith-Werk, das von der Magnesit AG in Radenthein errichtet und 1923 in Betrieb genommen wurde; seither werden hier Leichtbauplatten aus magnesitgebundener Holzwolle hergestellt. Durch das Werk stieg die Bevölkerungszahl zwischen 1906 und 1961 von 407 auf 1862.

### Bevölkerungsentwicklung
Zur Volkszählung 2001 hatte die Gemeinde Ferndorf 2.492 Einwohner, davon waren 97,1 % österreichische und 1,4 % deutsche Staatsbürger. Als Religionszugehörigkeit gaben 57,3 % römisch-katholisch, 36,4 % evangelisch, 0,2 % islamisch an. 5,2 % waren ohne religiöses Bekenntnis.
| Ferndorf: Einwohnerzahlen von 1869 bis 2024         | Ferndorf: Einwohnerzahlen von 1869 bis 2024 | Ferndorf: Einwohnerzahlen von 1869 bis 2024 | Ferndorf: Einwohnerzahlen von 1869 bis 2024 | Ferndorf: Einwohnerzahlen von 1869 bis 2024 |
| --------------------------------------------------- | ------------------------------------------- | ------------------------------------------- | ------------------------------------------- | ------------------------------------------- |
| Jahr                                                |                                             |                                             |                                             | Einwohner                                   |
| 1869                                                | 1869                                        |                                             | 944                                         | 944                                         |
| 1880                                                | 1880                                        |                                             | 888                                         | 888                                         |
| 1890                                                | 1890                                        |                                             | 876                                         | 876                                         |
| 1900                                                | 1900                                        |                                             | 851                                         | 851                                         |
| 1910                                                | 1910                                        |                                             | 945                                         | 945                                         |
| 1923                                                | 1923                                        |                                             | 1.030                                       | 1.030                                       |
| 1934                                                | 1934                                        |                                             | 1.420                                       | 1.420                                       |
| 1939                                                | 1939                                        |                                             | 1.503                                       | 1.503                                       |
| 1951                                                | 1951                                        |                                             | 1.781                                       | 1.781                                       |
| 1961                                                | 1961                                        |                                             | 2.189                                       | 2.189                                       |
| 1971                                                | 1971                                        |                                             | 2.381                                       | 2.381                                       |
| 1981                                                | 1981                                        |                                             | 2.413                                       | 2.413                                       |
| 1991                                                | 1991                                        |                                             | 2.382                                       | 2.382                                       |
| 2001                                                | 2001                                        |                                             | 2.492                                       | 2.492                                       |
| 2011                                                | 2011                                        |                                             | 2.262                                       | 2.262                                       |
| 2021                                                | 2021                                        |                                             | 2.051                                       | 2.051                                       |
| 2024                                                | 2024                                        |                                             | 2.024                                       | 2.024                                       |
| Quelle(n): Statistik Austria, Gebietsstand 1.1.2021 |                                             |                                             |                                             |                                             |

## Kultur und Sehenswürdigkeiten

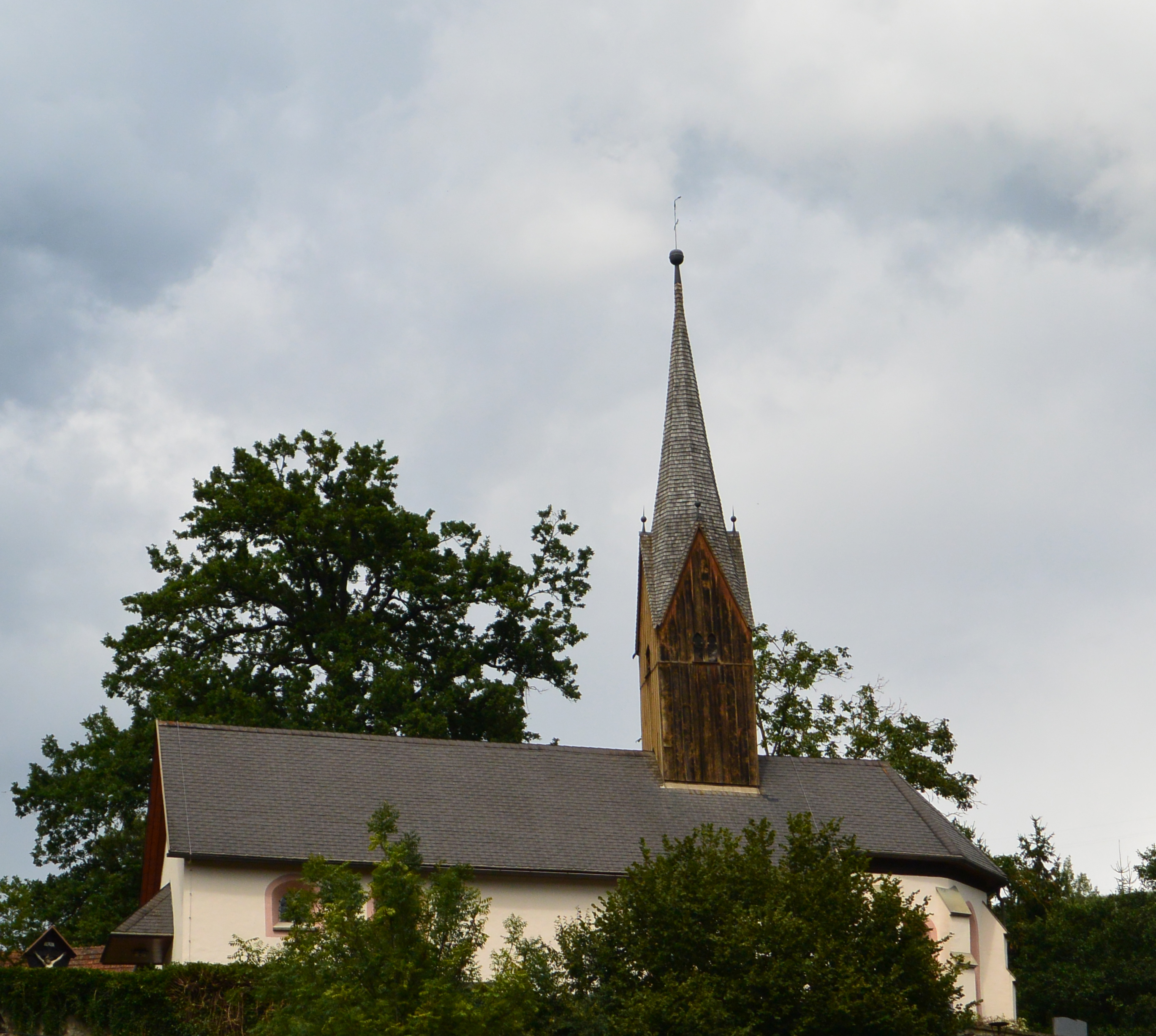
Pfarrkirche St. Paul ob Ferndorf

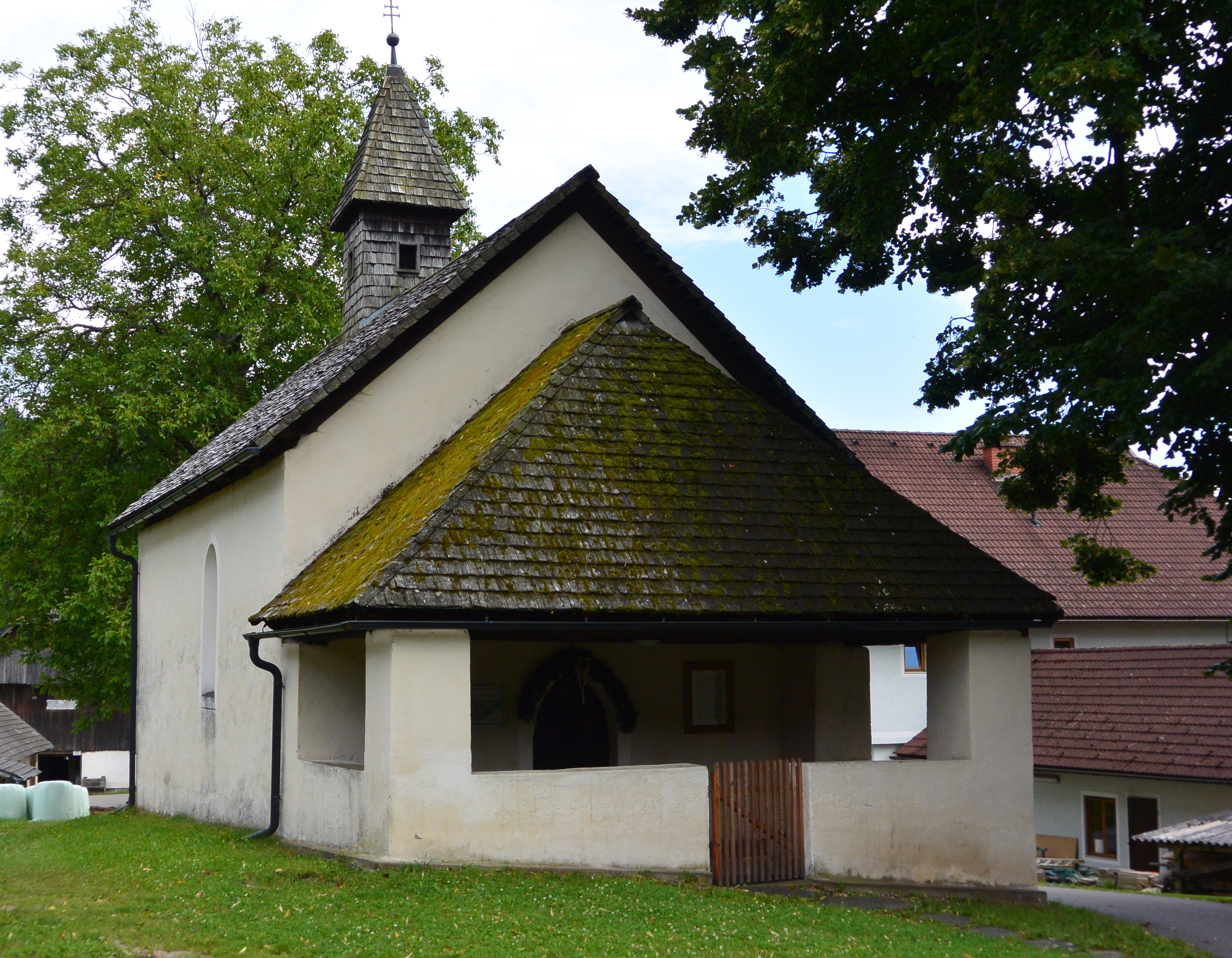
Filialkirche St. Jakob ob Ferndorf

- Katholische Pfarrkirche St. Paul ob Ferndorf
- Katholische Filialkirche St. Jakob ob Ferndorf
- Werkskapelle Ferndorf

## Wirtschaft und Infrastruktur
Laut Arbeitsstättenzählung 2001 gibt es 61 Arbeitsstätten mit 590 Beschäftigten in der Gemeinde sowie 668 Auspendler und 323 Einpendler. Es gibt 70 land- und forstwirtschaftliche Betriebe (davon 40 im Haupterwerb), die zusammen 2.400 ha bewirtschaften (1999). Der Leitbetrieb der Gemeinde war lange Zeit das Werk der Heraklith AG, das 2007 sein 100-jähriges Firmenjubiläum feierte. Im April 2009 wurde der Standort Ferndorf aufgegeben.
Durch die Lage am Millstätter See spielt der Sommertourismus eine bedeutende Rolle. Die Anzahl der Übernachtungen liegt bei 37.000 im Jahr (Stand 2019), wobei fast sechzig Prozent auf die beiden Monate Juli und August entfallen.
Im Unteren Drautal nahe der Gemeindegrenze verlaufen die Tauern Autobahn (A 10) und die Drautal Straße (B 100). Das Gemeindegebiet wird von den Landesstraßen L 37, L 39, L 40 erschlossen. Der Bahnhof Ferndorf liegt an der Drautalbahn. Dabei handelt es sich um die K&K-Südbahn von Maribor (Marburg) nach Franzensfeste (Fortezza).

## Politik

### Gemeinderat
Der Gemeinderat besteht aus 19 Mitgliedern.
- Nach den Gemeinderatswahlen 2015 verteilten sich die Mandate wie folgt: 11 SPÖ, 7 FPÖ, und 1 ÖVP.[5]
- Nach den Gemeinderatswahlen 2021 verteilen sich die Mandate wie folgt: 11 SPÖ, 6 FPÖ, 2 ÖVP.[6]

### Bürgermeister
Direkt gewählter Bürgermeister ist Josef Haller (SPÖ).

### Wappen
Die Bedeutung des Heraklith-Werks für die Gemeinde spiegelt sich auch ihrem Wappen wider: Im vorderen Teil des gespaltenen Wappenschildes steht der grüne Grund für das Holz und das silberne Zahnrad für dessen industrielle Verwertung, und im hinteren Teil ist der goldene Grund eine Anspielung auf die bräunliche Farbe des Magnesitgesteins und der rote Drache symbolisiert die Macht des Feuers, wenn der Magnesit im Drehofen gebrannt wird. Wappen und Fahne wurden der Gemeinde am 30. November 1965 verliehen, die Fahne ist Grün-Gelb-Rot mit eingearbeitetem Wappen.

### Partnergemeinde
- Kreuztal-Ferndorf, Deutschland[9]

## Persönlichkeiten

### Söhne und Töchter der Gemeinde
- Friedrich Aichholzer (1927–2017), ÖBB-Beamter und Politiker (SPÖ)

### Mit der Gemeinde verbundene Persönlichkeiten
- Alois Köchl (* 1951), Maler,  Träger des goldene Ehrenzeichen für Verdienste um die Republik Österreich im Bereich Kultur.[10]
- Matthias Köchl (* 1977), Abgeordneter zum Nationalrat (2013–2017) und Unternehmer, in Ferndorf aufgewachsen.
- Heather Mills (* 1968), Ex-Frau von Ex-Beatle Paul McCartney, hat einen Wohnsitz im Ort[11]